# 丘九仞
丘九仞（1486年—？），字時進，江西廣信府貴溪縣人，明朝政治人物。

## 生平
正德八年（1513年）癸酉科江西鄉試第三名舉人，十六年（1521年）中式辛巳科會試第一百四名，三甲第七十一名進士。授石首縣知縣，嘉靖四年（1525年）閏十二月升南京禮科給事中，十一年（1532年）二月出為湖廣布政使司右參議。

## 家族
曾祖丘旭初；祖父丘祺，處州府知府；父丘珮。母高氏。永感下。兄九成。弟九皋、九思。從子丘民范。